# شيما الحاج
شيما الحاج هي ممثلة مصرية، دخلت عالم الفن والتمثيل منذ عام 2014.

## حياتها
شيما الحاج هي ممثلة مصرية قررت تغيير اسمها الفنى من شيما الحاج الي “شيماء يونس” و هو اسمها الحقيقي واسم الحاج هو لقب عائلتها، درست وتخرجت الفنانة شيما الحاج من جامعة دمشق كلية الاعلام ودخلت عالم الفن والتمثيل منذ عام 2014 ، شيما الحاج من أكبر هواياتها القراءة وركوب الخيل وهي تشجع النادى الاهلي
ومن ابرز اعمالها شاركت في فيلم (سالم أبو أخته) بطولة محمد رجب وحورية فرغلي وجسدت شيما الحاج خلاله شخصية راقصة كما ظهرت في نفس العام في أكثر من عمل فنى ومنهم مسلسل (خيانة عصرية) و كضيفة شرف في فيلم (عمر وسلوى)

## أعمالها

### المسلسلات
- زوجة واحده لا تكفي 2024
- بـ100 راجل 2024
- حي السيدة زينب :2021
- سكن البنات :2021
- فيس أبوك :2014

### الأفلام
- قلب أسود: 2018
- زان :2014
- زجزاج:2014
- سالم أبو أخته:2014
- عمر وسلوى :2014
- ناشط في حركة عيال :2014

### سيت كوم
- مبسوطة يا توتة :2014

## قضية الفيديو الإباحي مع منى فاروق والمخرج خالد يوسف
- في 7 فبراير 2019، ألقت الأجهزة الأمنية المصرية القبض على شيما الحاج ومنى فاروق بتهمة الظهور في فيديو إباحي مع المخرج خالد يوسف، واتهامهما بـ"الخوض في الفجور والإعلان عنه".[5][6]
- في اليوم التالي، أمرت النيابة بحبسهما 4 أيام على ذمة التحقيق، ووجّهت لهما تهم الخروج على الحياء العام والتحريض على الفسق.[7]
- ظهرت الفتاتان في المحكمة وهما ترتديان النقاب وطرحًا لإخفاء هويتهما.[8]
- تمت حماية هوية القضية بحظر نشر من النائب العام في 13 فبراير 2019.

- أُفرج عنهما في 13 يونيو 2019 بتخفيف الإجراءات، بعد حوالى أربعة أشهر من الحبس.[9]

## وصلات خارجية
- شيما الحاج على موقع قاعدة بيانات الأفلام العربية